# Eriopyga enages
Eriopyga enages är en fjärilsart som beskrevs av Dyar 1913. Eriopyga enages ingår i släktet Eriopyga och familjen nattflyn. Inga underarter finns listade i Catalogue of Life.